# Châlette-sur-Loing
Châlette-sur-Loing – miejscowość i gmina we Francji, w Regionie Centralnym, w departamencie Loiret.
Według danych na rok 1990 gminę zamieszkiwało 14 591 osób, a gęstość zaludnienia wynosiła 1111 osób/km² (wśród 1842 gmin Regionu Centralnego Châlette-sur-Loing plasuje się na 21. miejscu pod względem liczby ludności, natomiast pod względem powierzchni na miejscu 982.).